# 매슈 리스
매슈 리스 에번스(영어: Matthew Rhys Evans, 영어 발음: /riːs/, 1974년 11월 8일 ~ )는 웨일스의 배우이다. 드라마 《브라더스 & 시스터스》(2006-11)와 《더 아메리칸즈》(2013-18)로 인지도를 얻었다. 후자를 통해 2018년 제70회 프라임타임 에미상 드라마 부문 남우주연상을 받았다.

## 출연 작품

### 영화
- 타이투스 (1999)
- 데스워치 (2002)
- 슈터 (2002)
- 러브 & 트러블 (2006)
- 버진 테리토리 (2007)
- 사랑의 순간 (2008) - 딜런 토머스 역
- 더 셰프 (2015)
- 더 포스트 (2017) - 대니얼 엘즈버그 역
- 모글리: 정글의 전설 (2018)
- 더 리포트 (2019)
- 어 뷰티풀 데이 인 더 네이버후드 (2019)
- 코카인 베어 (2023)

### 텔레비전
- 형사 콜롬보 (2003)
- 브라더스 & 시스터스 (2006-11)
- 더 아메리칸즈 (2013-18)
- 아처 (2015)
- 걸스 (2017)
- 보잭 홀스맨 (2019) - 목소리
- 아울 하우스 (2020-23) - 목소리
- 2050: 벼랑 끝 인류 (2023)